# Vergiftigd (boek)
Vergiftigd (oorspronkelijke Engelse titel: Toxin) is een boek geschreven door de Amerikaanse schrijver Robin Cook.

## Verhaal
Wanneer de dochter van Dr. Kim Reggis ernstig ziek wordt na gegeten te hebben in een fastfoodrestaurant, besluit Kim op onderzoek uit te gaan.

## Personages
- Kim Reggis – Doctor of Medicine, hoofdpersoon
- Becky Reggis – Kims dochter
- Tracy Reggis – Kims ex-vrouw
- Marsha Baldwin – Een voedselinspecteur.